# El Tucuche
El Tucuche je drugi najviši vrh Trinidada i Tobaga s 936 m.
El Tucuche je dom endemske žabe Phyllodytes auratus. Bujnom borovom šumom, El Tucuche pruža dom za brojnu divlju tropsku floru i faunu.  U podnožju planine nalazi se mjesto Lluengo s oko 2.000 stanovnika.
Klima ovog područja je suptropska.

## Vanjske poveznice
- Lokacija El Tucuchea